# جورج هاردينغ
جورج هاردينغ (12 أكتوبر 1996 في المملكة المتحدة - ) (بالإنجليزية: George Harding)‏ هو لاعب كريكت بريطاني. لعب مع نادي مقاطعة دورهام للكريكت ‏.

## وصلات خارجية
- جورج هاردينغ على موقع إي آس بي آن كريك إنفو (الإنجليزية)